# Emilian Galaicu-Păun
Emilian Galaicu-Păun (n. 22 iunie 1964, Unchitești, raionul Florești, RSS Moldovenească, URSS) este un poet, prozator, eseist, critic litrar, traducător și editor român din Republica Moldova, editor-șef al editurii Cartier din Chișinău.

## Biografie

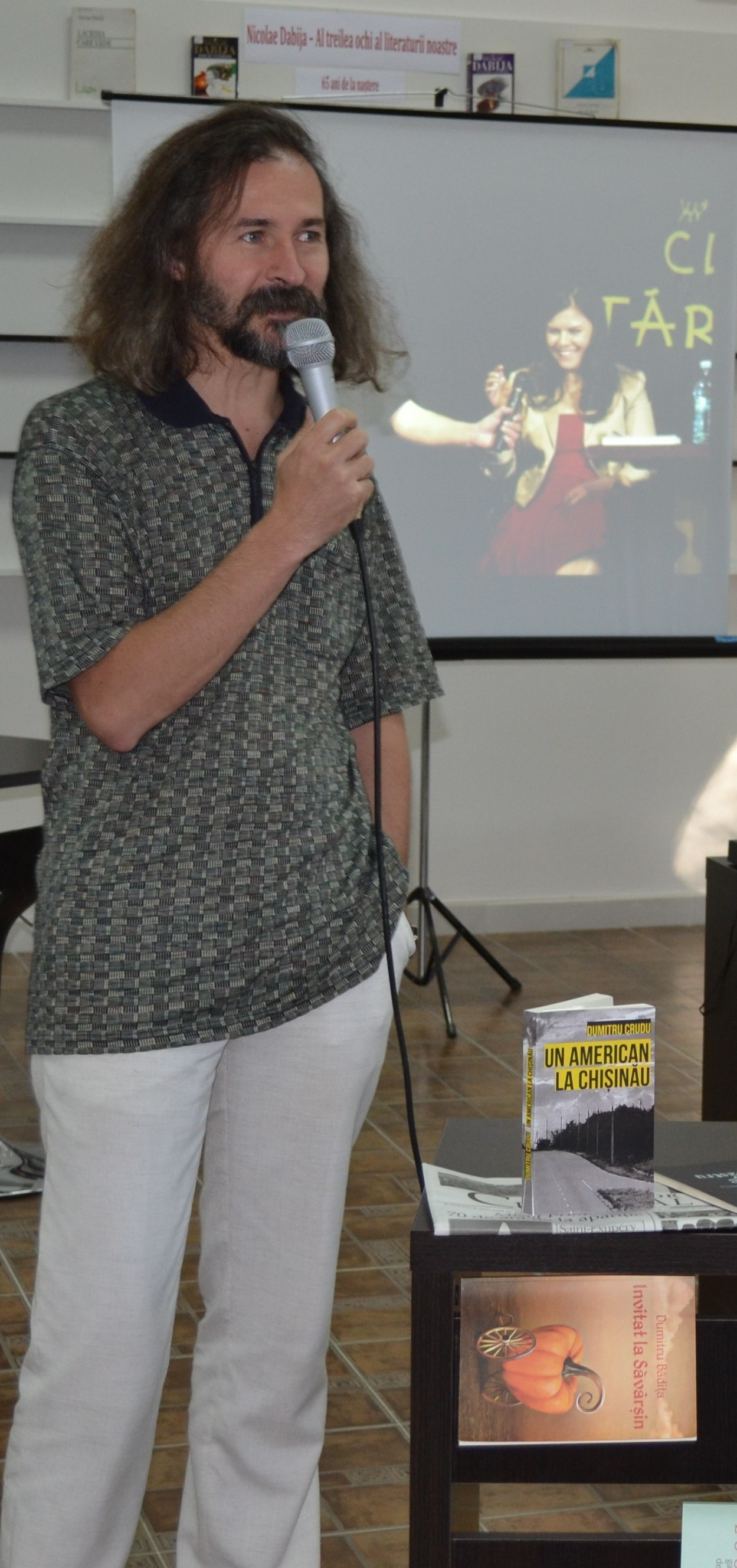
Emilian Galaicu-Păun vorbind despre romanul „Un american la Chișinău”. Biblioteca Municipală B. P. Hasdeu, 1 iulie 2013.

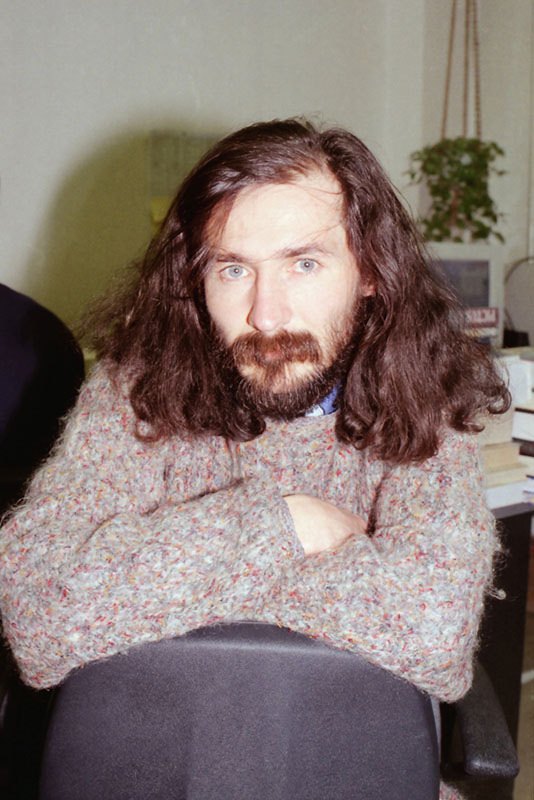
Emilian Galaicu-Păun în 2002

A absolvit Facultatea de Litere a Universității de Stat din Moldova (1986) și și-a sustinut doctoratul la Institutul de Literatură „M. Gorki” din Moscova (1989).
Redactor la periodicele „Glasul”, ”Literatura și Arta”, „Sfatul Țării”, „Basarabia”; este colaborator permanent la revista „Vatra” din Târgu Mureș și redactor-șef al Editura Cartier din Chișinău. Emilian Galaicu-Păun este coleg de generație cu Eugen Cioclea, Nicolea Popa, Vasile Gârneț, ș.a. Poetul aparține generației optzeciste din Basarabia.
În martie 2014 a fost decorat cu Ordinul "Meritul Cultural" - în grad de Ofițer, Categoria F - "Promovarea culturii", de către președintele României Traian Băsescu. Primește în 2015 Premiul Național pentru Literatură, premiu pe care îl întoarce după ce Traian Vasilcău devine laureatul pe anul 2016.

## Operă literară
Poeziile sale îmbină armonios elementele biblice, deseori întâlnite în operele sale, cu problemele prin care trecea Basarabia în decursul procesului de redobândire a demnității sale naționale. Poezii precum Ch-au (o odă adusă orașului Chișinău), Cel bătut îl duce pe cel nebătut, care sunt scrise într-un stil postmodernist, sunt pline de realitățile Basarabiei post-sovietice și de criticile aduse adepților moldovenismului.
- 1986 - Lumina proprie, Editura Literatura Artistică, Chișinău
- 1989 - Abece-Dor, Editura Literatura Artistică, Chișinău
- 1991 - Levitații deasupra hăului, Editura Hyperion, Chișinău
- 1994 - Cel bătut îl duce pe Cel nebătut, Editura Dacia, Cluj-Napoca
- 1996 - Gesturi. Trilogia nimicului, Editura Cartier, Chișinău
- 1999 - Yin Time, Editura Vinea, București
- 1999 - Poezia de după poezie. Ultimul deceniu, Editura Cartier, Chișinău
- 2002 - Gestuar, Editura Axa, Botoșani
- 2009 - Arme grăitoare, Editura Cartier, Chișinău
- 2011 - Țesut viu. 10 x 10, roman, Editura Cartier, Chisinău
- 2012 - "A-Z.best", poeme, Editura ARC, Chisinău
- 2019 - A(II)Rh+eu : poem, Editura Cartier, Chișinău
- 2019 - Apa.3D : poemelnic, Editura Cartier, Chișinău
- 2020 - Cărțile pe care le-am citit, cărțile care m-au scris, Editura Junimea, Iași
- 2020 - sanG d'encre : poeme, Editura Cartier, Chișinău

### În alte limbi
- Yin Time : gedichte. Trad. Hellmut Seiler. Ludwigsburg : Pop, 2007

### Ediții
- Georg Trakl, Antume (2001); Postume (2001)